# Бекс
Бекс (фр. Beuxes) насеље је и општина у западној Француској у региону Поату-Шарант, у департману Вијена која припада префектури Шателро.
По подацима из 2011. године у општини је живело 554 становника, а густина насељености је износила 49,51 становника/km². Општина се простире на површини од 11,19 km². Налази се на средњој надморској висини од 51 метар (максималној 68 m, а минималној 36 m).

## Демографија
| 1962. | 1968. | 1975. | 1982. | 1990. | 1999. | 2011. |
| ----- | ----- | ----- | ----- | ----- | ----- | ----- |
| 404   | 409   | 408   | 443   | 420   | 481   | 554   |

График промене броја становника у току последњих година